# Baudrecourt (Moselle)
Baudrecourt település Franciaországban, Moselle megyében. Lakosainak száma 176 fő (2022. január 1.). Baudrecourt Chenois, Lucy, Morville-sur-Nied, Saint-Epvre és Vatimont községekkel határos.

## Népesség
A település népességének változása:
| Lakosok száma | 151  | 157  | 164  | 178  | 188  | 187  | 186  | 188  | 184  | 176  |
|               | 1968 | 1982 | 1990 | 2006 | 2013 | 2015 | 2017 | 2019 | 2020 | 2022 |